# Pfarrhaus (Ruhpolding)

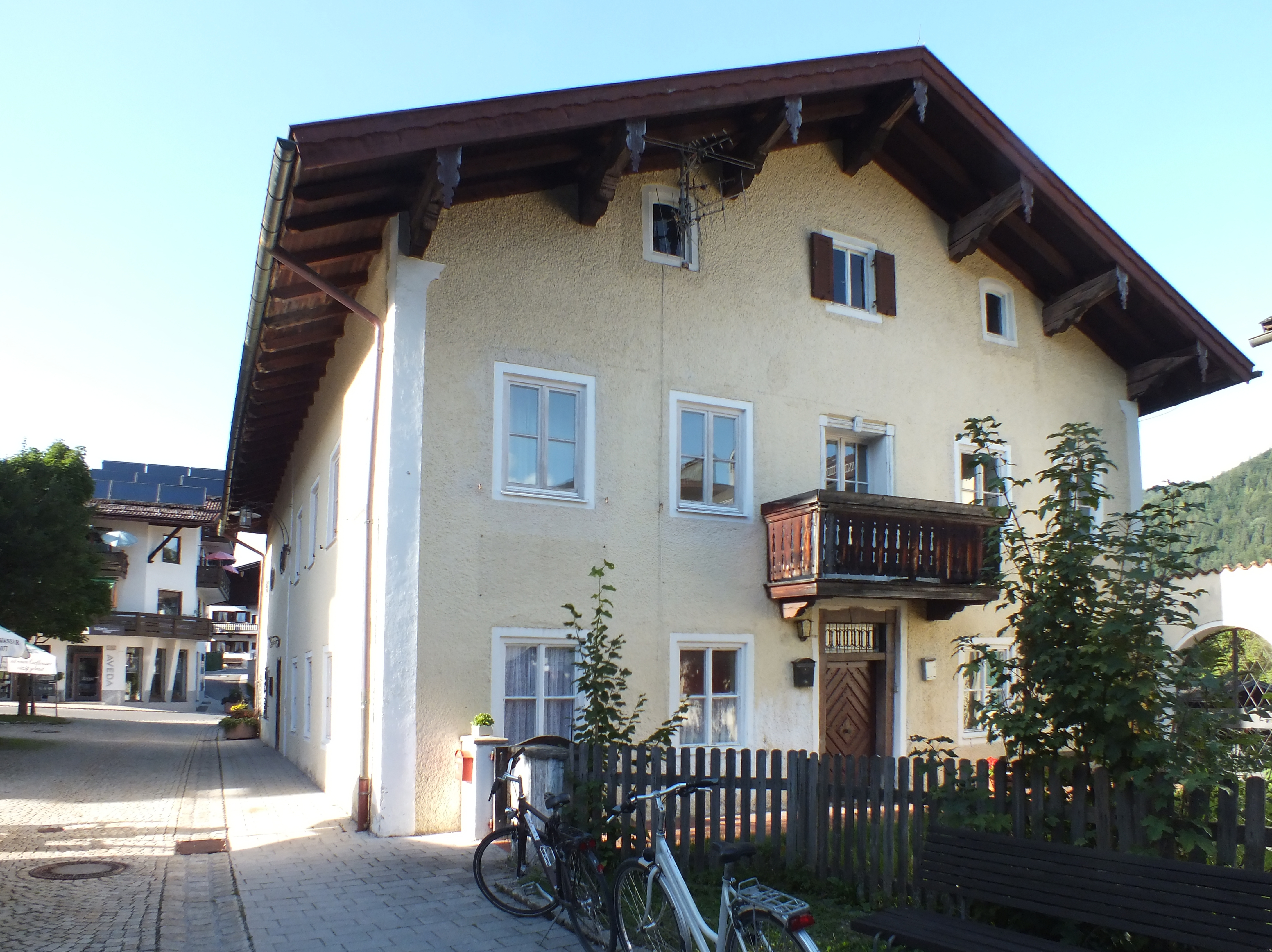
Ehemaliges Pfarrhaus in Ruhpolding

Das Pfarrhaus in Ruhpolding, einer Gemeinde im Landkreis Traunstein im bayerischen Regierungsbezirk Schwaben, wurde 1813 errichtet. Das ehemalige Pfarrhaus an der Roman-Friesinger-Straße 1 ist ein geschütztes Baudenkmal.  
Der zweigeschossige, verputzte Massivbau mit Flachsatteldach besitzt fünf zu vier Fensterachsen. Die Giebelseite des nach Süden ausgerichteten Wohnteils ist mit Ecklisenen, profilierten Pfettenköpfen und einer Rautentür mit Oberlicht betont. Im hinteren Gebäudeteil befand sich die Ökonomie.
Das Gebäude wird als Museum für sakrale und bäuerliche Kunst genutzt.